# Medal Darwina
Medal Darwina (ang. the Darwin Medal) – nagroda przyznawana naukowcom przez Royal Society za wyróżniającą się pracę w szeroko pojętych dziedzinach biologii, szczególnie z zakresu ewolucjonizmu, biologii populacji, biologii organizmów i bioróżnorodności. Medal Darwina, wraz z innymi medalami Royal Society, należy do najbardziej ekskluzywnych wyróżnień, które może otrzymać naukowiec. Nagroda jest przyznawana co dwa lata i towarzyszy jej nagroda pieniężna w wysokości 1 tys. funtów szterlingów.

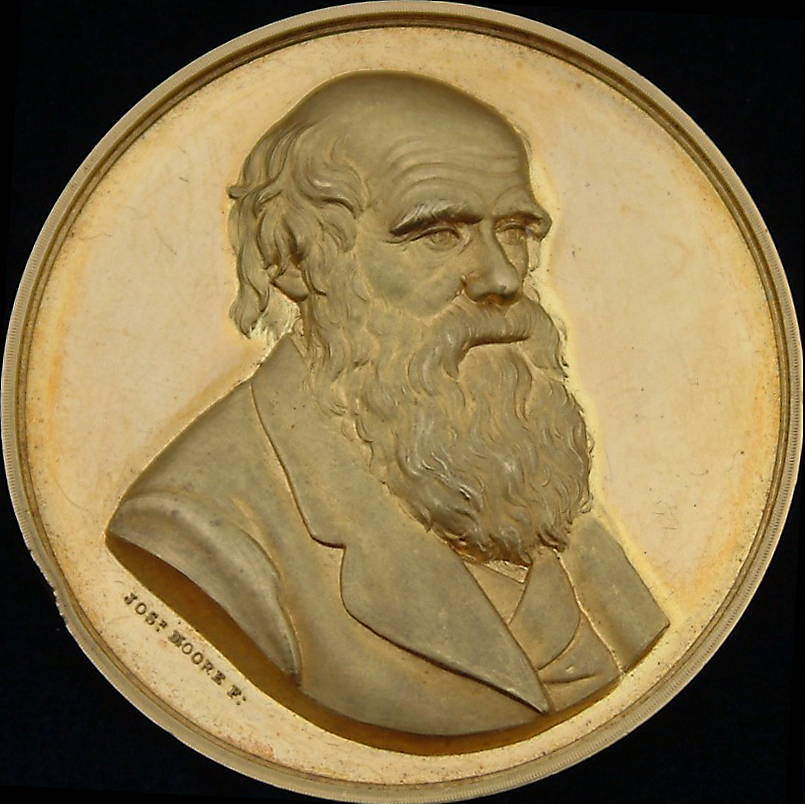
Medal Darwina

Medal Darwina, który ma upamiętniać dokonania naukowe Charlesa Darwina, mogą otrzymać jedynie osoby będące obywatelami państw Wspólnoty Narodów albo Irlandii, lub które mieszkały w tych państwach przez minimum trzy lata bezpośrednio przed nominacją do nagrody. Po raz pierwszy medal wręczono w 1890 roku; otrzymał go Alfred Russel Wallace, za niezależne od Darwina opracowanie teorii ewolucji na drodze selekcji naturalnej. Od czasu ustanowienia nagrody medal wręczono 64 osobom, w tym Francisowi Darwinowi – synowi Charlesa, a także dwóm małżeństwom: Jackowi i Yolande Heslopom-Harrisonom (1982) oraz Peterowi i Rosemary Grantom (2002).
Medal jest wykonywany ze srebra, na awersie wybite ma popiersie Darwina, rewers przedstawia wieniec kwiatów i liści roślin kojarzonych z Darwinem – winnika, rosiczki, pierwiosnka oraz dzbanecznika.

## Lista laureatów
| Tabela laureatów Medalu Darwina | Tabela laureatów Medalu Darwina | Tabela laureatów Medalu Darwina                | Tabela laureatów Medalu Darwina |
| Rok                             | Laureat                         | Laureat                                        | Uzasadnienie |
| ------------------------------- | ------------------------------- | ---------------------------------------------- | --- |
| 1890                            |                                 | Alfred Russel Wallace                          | „Za jego niezależne opracowanie teorii ewolucji na drodze selekcji naturalnej” |
| 1892                            |                                 | Joseph Dalton Hooker                           | „W uznaniu jego ważnego wkładu w postępy botaniki systematycznej, co zostało udokumentowane pracami Genera Plantarum i Flora Indica, ale w szczególności w uznaniu jego bliskiej zażyłości z panem Darwinem podczas badań poprzedzających powstanie O pochodzeniu gatunków” |
| 1894                            |                                 | Thomas Henry Huxley                            | „Za jego badania w polu anatomii porównawczej oraz szczególnie za jego bliską zażyłość z panem Darwinem w odniesieniu do dzieła O pochodzeniu gatunków” |
| 1896                            |                                 | Giovanni Battista Grassi                       | „Za jego badania nad historią życia i społecznościami termitów oraz nad powiązaniami rozwojowymi pomiędzy leptocefalami, a węgorzem i innymi murenowatymi” |
| 1898                            |                                 | Karl Pearson                                   | „Za jego pracę nad ilościowym podejściem do problemów biologicznych” |
| 1900                            |                                 | Ernst Haeckel                                  | „Za jego długotrwałą i niezwykle ważną pracę w polu zoologii, która w całości była inspirowana duchem darwinizmu” |
| 1902                            |                                 | Francis Galton                                 | „Za jego liczny wkład w precyzyjne badania dziedziczenia i zmienności zawarty w Hereditary Genius, Natural Inheritance i innych pracach” |
| 1904                            |                                 | William Bateson                                | „Za jego ważny wkład w teorię ewolucji organicznej poprzez jego badania nad zmiennością i dziedziczeniem” |
| 1906                            |                                 | Hugo de Vries                                  | „Ze względu na znaczenie i zakres jego eksperymentalnych dociekań na temat dziedziczenia i zmienności” |
| 1908                            |                                 | August Weismann                                | „Ze względu na jego wybitne zasługi we wspieraniu doktryny ewolucji na drodze doboru naturalnego” |
| 1910                            |                                 | Roland Trimen                                  | „Ze względu na jego południowoafrykańskie badania bionomiczne, w dużej mierze przedsięwzięte, jako wynik korespondencji z Charlesem Darwinem” |
| 1912                            |                                 | Francis Darwin                                 | „Ze względu na jego wspólne z Charlesem Darwinem prace i jego badania w dziedzinie fizjologii warzyw” |
| 1914                            |                                 | Edward Bagnall Poulton                         | „Ze względu na jego badania na temat dziedziczności” |
| 1916                            |                                 | Yves Delage                                    | "Ze względu na jego badania w dziedzinie zoologii i biologii" |
| 1918                            |                                 | Henry Fairfield Osborn                         | „Za jego cenne badania w dziedzinie morfologii kręgowców i paleontologii” |
| 1920                            |                                 | Rowland H. Biffen                              | „Ze względu na jego pracę nad naukowymi podstawami stosowanymi w uprawie roślin” |
| 1922                            |                                 | Reginald C. Punnett                            | „Za jego badania w dziedzinie genetyki” |
| 1924                            |                                 | Thomas Hunt Morgan                             | „Za jego cenne prace w dziedzinie zoologii, a szczególnie za badania nad dziedzicznością i cytologią” |
| 1926                            |                                 | Dukinfield Henry Scott                         | „Za jego wkład w paleofitologię, szczególnie związany z erą węgla” |
| 1928                            |                                 | Leonard Cockayne                               | „Za wybitność jego wkładu w botanikę ekologiczną” |
| 1930                            |                                 | Johannes Schmidt                               | „Za jego pracę podczas długotrwałych wypraw oceanograficznych i za jego badania genetyczne zwierząt i roślin” |
| 1932                            |                                 | Carl Erich Correns                             | „Jako jednemu z trzech niezależnych odkrywców dokonań Gregora Mendla i za jego wyróżniające się badania w dziedzinie genetyki” |
| 1934                            |                                 | Albert Charles Seward                          | „W uznaniu jego pracy paleobotanika” |
| 1936                            |                                 | Edgar Johnson Allen                            | „W uznaniu za długotrwałe prace nad rozwojem wiedzy o biologii morza, nie tylko poprzez badania własne, lecz również poprzez znaczący wpływ, jaki jego osoba wywarła na wielu badaniach prowadzonych w Plymouth” |
| 1938                            |                                 | Frederick Orpen Bower                          | „W uznaniu za docenioną pracę w tych samych dziedzinach, w których działał sam Darwin” |
| 1940                            |                                 | James Peter Hill                               | „W uznaniu wkładu w rozwiązanie problemów wzajemnych zależności przedstawicieli głównych grup ssaków oraz za opracowanie historii filogenetycznej naczelnych, co stanowiło przedmiot zainteresowania samego Darwina” |
| 1942                            |                                 | D.M.S. Watson                                  | „W uznaniu za badania nad prymitywnymi gatunkami ryb i płazów, co doprowadziło do znacznego zwiększenia wiedzy o ewolucji tych gromad zwierząt” |
| 1944                            |                                 | John Stanley Gardiner                          | „W uznaniu jego pracy nad rafami koralowymi i organizmami związanymi z takimi habitatami” |
| 1946                            |                                 | D’Arcy Thompson                                | „W uznaniu jego wspaniałego wkładu w biologię rozwoju” |
| 1948                            |                                 | Ronald Fisher                                  | „W uznaniu jego wybitnego wkładu w teorię ewolucji naturalnej, teorię doboru naturalnego, koncepcję kompleksu genów i ewolucję dominacji” |
| 1950                            |                                 | Felix Eugen Fritsch                            | „Za jego wybitny wkład w badania algologiczne” |
| 1952                            |                                 | J.B.S. Haldane                                 | „W uznaniu zapoczątkowania współczesnej fazy badań nad ewolucją żyjących populacji” |
| 1954                            |                                 | Edmund Brisco Ford                             | „W uznaniu jego wybitnego wkładu w genetyczną teorię ewolucji na drodze selekcji naturalnej, w szczególności w naturalnych populacjach” |
| 1956                            |                                 | Julian Sorell Huxley                           | „W uznaniu jego wybitnego wkładu w badania nad i teorię ewolucji” |
| 1958                            |                                 | Gavin de Beer                                  | „W uznaniu jego wybitnego wkładu w biologię ewolucyjną” |
| 1960                            |                                 | E. J.H. Corner                                 | „W uznaniu jego wybitnej i uderzająco oryginalnej pracy na temat lasów tropikalnych” |
| 1962                            |                                 | George Gaylord Simpson                         | „W uznaniu jego wybitnego wkładu w ogólną teorię ewolucyjną, opartego na dogłębnych badaniach paleontologicznych, szczególnie kręgowców” |
| 1964                            |                                 | Kenneth Mather                                 | „W uznaniu jego wybitnego wkładu w wiedzę na temat cytologii i genetyki” |
| 1966                            |                                 | Harold Munro Fox                               | „W uznaniu za wybitne i szerokie opracowania w dziedzinie zoologii bezkręgowców i za pomoc w poznaniu ogólnych zagadnień biologii” |
| 1968                            |                                 | Maurice Yonge                                  | „W uznaniu za wiele wybitnych prac w dziedzinie biologii ewolucyjnej, szczególnie dotyczących mięczaków” |
| 1970                            |                                 | Charles Sutherland Elton                       | „W uznaniu jego wkładu w podstawowe koncepcje ekologii zwierząt, które wraz z założeniem przez niego Biura Populacji Zwierzęcych, miały międzynarodowy wpływ” |
| 1972                            |                                 | David Lack                                     | „W uznaniu za wybitne liczne opracowania w dziedzinie ornitologii i za pomoc w poznaniu mechanizmów ewolucji” |
| 1974                            |                                 | Philip Sheppard                                | „W uznaniu jego wspaniałej pracy nad naturalnymi populacjami motyli, opisującej i wyjaśniającej działanie selekcji naturalnej oraz ukazującej podstawy genetyczne, na których to działanie jest oparte” |
| 1976                            |                                 | Charlotte Auerbach                             | „W uznaniu za jej odkrycia i następnie prace na temat mutagenezy chemicznej” |
| 1978                            |                                 | Guido Pontecorvo                               | „W uznaniu jego odkrycia rekombinacji somatycznej w grzybach, która doprowadziło do wyjaśnienia ważnego typu zmienności genetycznej” |
| 1980                            |                                 | Sewall Wright                                  | „W uznaniu za wybitny wkład w dziedzinę genetyki i teorii ewolucji” |
| 1982                            |                                 | Jack Heslop-Harrison i Yolande Heslop-Harrison | „W uznaniu ich wielkiego wkładu w fizjologię roślin, w tym badania nad roślinami owadożernymi, z których wiele prowadzili wspólnie” |
| 1984                            |                                 | Ernst Mayr                                     | „W uznaniu jego wybitnego wkładu w biologię ewolucyjną” |
| 1986                            |                                 | John Maynard Smith                             | „W uznaniu cenionych sukcesów w połączeniu matematyki i biologii tak, by poszerzyć zrozumienie ewolucji, w szczególności ewolucji płci” |
| 1988                            |                                 | William Donald Hamilton                        | „W uznaniu docenionych prac nad teorią ewolucji. Jego wkład to między innymi teoria doboru krewniaczego wyjaśniająca zachowania altruistyczne i teoretyczne wykazanie powiązania między odpornością na zachorowania a ewolucją płci” |
| 1990                            |                                 | John L. Harper                                 | „Za jego badania nad biologią populacyjną i ewolucją roślin, które znacząco poprawiło zrozumienie zagadnienia adaptacji roślin do ich środowiska” |
| 1992                            |                                 | Motoo Kimura                                   | „Wyróżniony za jego prace nad ewolucją molekularną, w szczególności nad rolą zdarzeń stochastycznych determinujących tempo ewolucji” |
| 1994                            |                                 | Peter Lawrence                                 | „W uznaniu analizy formowania się wzorców podczas segmentacji owadów i za wkład w zrozumienie tego, jak procesy genetyczne specyfikują informacje przestrzenne” |
| 1996                            |                                 | John Sulston                                   | „W uznaniu przywództwa nad analizą genomu mającą potencjał znaczącego wpływu na ogół biologii” |
| 1998                            |                                 | Michael Gale i Graham Moore                    | „W uznaniu za badania nad organizacją i ewolucją genomu zbóż, co spowodowało rewolucję w genetyce zbóż, ukazując, że całość genetyki zbóż da się rozpatrywać we wspólnych ramach” |
| 2000                            |                                 | Brian Charlesworth                             | „W uznaniu prac nad selekcją w populacjach ustrukturalizowanych według wieku, poszerzenie rozważań teoretycznych do analizy ewolucji starzenia się i testowanie teorii kumulowania się mutacji i plejotropii, rozwinięcie modeli ukazujących ewolucję układów genetycznych, w tym płci i rekombinacji, chów wsobny i chów niekrewniaczy, rozdzielność płci i chromosomy płciowe, zniekształcenie rozkładu i powtarzalne DNA” |
| 2002                            |                                 | Peter i Rosemary Grantowie                     | „Za fundamentalne prace nad ekologią, rozrodem i ewolucją zięb Darwina na wyspach Galapagos. Praca stała się klasycznym przykładem ewolucji darwinowskiej organizmów żyjących dziko” |
| 2004                            |                                 | Enrico Coen i Rosemary Carpenter               | „Za przełomowe odkrycia w dziedzinie kontroli nad rozwojem kwiatów. Naukowcy połączyli podejście genetyczne i molekularne, próbując odpowiedzieć na niektóre z kluczowych pytań Darwina, dotyczących naturalnego zróżnicowania form kwiatów i ewolucji systemów kwiatowych” |
| 2006                            |                                 | Nick Barton                                    | „Za rozległe badania nad biologią ewolucyjną, charakteryzujące się zastosowaniem skomplikowanej analizy matematycznej, lecz koncentrujące się na zobrazowaniu problematyki w ujęciu biologicznym, nie zaś za pomocą wzorów matematycznych” |
| 2008                            |                                 | Geoff Parker                                   | „Za obejmujące całe jego życie badania nad fundamentami i rozwojem zoologii behawioralnej, w szczególności za zrozumienie adaptacji ewolucyjnych i wywartego przez nie wpływu na populacje naturalne” |
| 2010                            |                                 | Bryan Clarke                                   | „Za jego oryginalny i wpływowy wkład w nasze rozumienie genetycznych podstaw ewolucji” |